# ケイリー・マケナニー
ケイリー・マケナニー（英: Kayleigh McEnany、[ˈkeɪli ˈmækənɛni]、1988年4月18日 - ）は、アメリカ合衆国の政治家、作家。FOXニュースの番組「Huckabee」のプロデューサーとしてメディアキャリアを始め、後にCNNの政治アナリストとして活躍した。2017年、共和党全国委員会の全国スポークスパーソンに任命され、2020年4月7日にホワイトハウス報道官に任命された。

## 生い立ち
1988年4月18日、商業用屋根材会社の社長であるマイケル・マケナニーとリアン・マケナニーの娘として生まれた。フロリダ州タンパで生まれ育ち、幼い頃はタンパにあるカトリック予備校である聖名アカデミーで教育を受けた。その後、ワシントンD.C.にあるジョージタウン大学外交部で国際政治学を専攻し、その間、オックスフォード大学のセント・エドマンド・ホールに留学した。その間、後の影の内閣の内相となるニック・トーマス・シモンズによって政治学を教わった。ジョージタウン大学を卒業した後「マイク・ハッカビー・ショー」でプロデューサーとして3年間過ごした。マケナニーはそこからマイアミ大学法学部に在籍し、その後ハーバード・ロー・スクールに転校した。マイアミ大学法学部では、上位1％の学生にのみ贈られるブルース・ウィニック優秀賞を受賞した。

## 報道官として
2020年4月7日、ステファニー・グリシャムの後任としてトランプ選対本部広報担当のマケナニーがホワイトハウス報道官に就任した。就任後、2012年にオバマの「出生地」陰謀論に関連した過去の人種差別的ツイートが問題となる。
5月、トランプが主張する郵便投票の危険性の主張を擁護し、郵便投票は「不正投票の傾向が高い」と繰り返したが、マケナニー自身は10年間で11回郵送で投票していることが明らかになっている。
7月6日、FOXニュースで「わがアメリカ社会は前進した。新型コロナ感染者の死亡率は全世界で最も低い」と主張。19日には同じくFOXで今度はトランプ大統領が同じ主張を繰り返したが、司会のクリス・ウォレスは誤情報であることを確認して指摘した。
10月5日、ホワイトハウス内の新型コロナウイルス感染拡大のさなか、自身も検査で陽性となったことを発表した。

## 家族
2017年11月、プロ野球選手であるショーン・ギルマーティンと結婚。2019年11月には娘ブレークが誕生した。